# John Biby
John Edward Biby Jr. (Los Angeles, 23 de fevereiro de 1912 — Newport Beach, 23 de março de 2002) foi um velejador estadunidense, campeão olímpico. Ele competiu nos Jogos Olímpicos de Verão de 1932 na classe 8 Metre e conquistou a medalha de ouro na disputa a bordo do Angelita com Owen Churchill, Alphonse Burnand, Kenneth Carey, William Cooper, Pierpont Davis, Carl Dorsey, John Huettner, Richard Moore, Alan Morgan, Robert Sutton e Thomas Webster.
Depois de frequentar brevemente a Universidade de Washington, transferiu-se para a Universidade da Califórnia em Los Angeles, onde William Cooper e Richard Moore também estudavam na época. Em 1933 ele se formou em economia. A partir de 1935 trabalhou para a Douglas Aircraft Company.